# Titularbistum Bugia
Bugia war ein Titularbistum der römisch-katholischen Kirche.
Es geht zurück auf einen untergegangenen Bischofssitz in der gleichnamigen antiken Stadt Bugia.
| Titularbischöfe von Bugia |                                |                                                                                                |                    |                    |
| Nr.                       | Name                           | Amt                                                                                            | von                | bis                |
| 1                         | Miguel Morro                   | Weihbischof in Mallorca (Königreich Mallorca)                                                  | 1510               |                    |
| 2                         | Fernando de Vera y Zuñiga OESA | Weihbischof in Badajoz (Spanisches Reich)                                                      | 17. Februar 1614   | 13. November 1628  |
| 3                         | François Perez                 | Apostolischer Vikar von Cochin (Vietnam)                                                       | 5. Februar 1687    | 20. September 1728 |
| 4                         | Antonio Mauricio Ribeiro       | Weihbischof in Évora (Königreich Portugal)                                                     | 27. September 1824 |                    |
| 5                         | George Hilary Brown            | Apostolischer Vikar des Lancashire District (Vereinigtes Königreich Großbritannien und Irland) | 5. Juni 1840       | 22. April 1842     |